# Maglaj
Maglaj je grad i općina u Bosni i Hercegovini.

## Stanovništvo
Po posljednjem službenom popisu stanovništva 1991. godine, općina Maglaj imala je 43.388 stanovnika, raspoređenih u 56 naselja.
| Stanovništvo općine Maglaj |                  |                                 |                  |                  |                  |
| godina popisa              | 2013.            | 1991. u promijenjenim granicama | 1991.            | 1981.            | 1971.            |
| Bošnjaci/Muslimani         | 19.810 (85,59 %) | 18.872 (54,95 %)                | 19.569 (45,10 %) | 17.236 (40,88 %) | 15.628 (41,57 %) |
| Srbi                       | 810 (3,50 %)     | 9788 (28,50 %)                  | 13.312 (30,68 %) | 13.662 (32,40 %) | 13.888 (36,94 %) |
| Hrvati                     | 2041 (8,82 %)    | 3667 (10,68 %)                  | 8365 (19,27 %)   | 8341 (19,78 %)   | 7496 (19,94 %)   |
| Jugoslaveni                |                  |                                 | 1508 (3,47 %)    | 2491 (5,90 %)    | 240 (0,63 %)     |
| ostali i nepoznato         | 485 (2,10 %)     | 2017 (5,87 %)                   | 634 (1,46 %)     | 430 (1,01 %)     | 335 (0,89 %)     |
| ukupno                     | 23.146           | 34.344                          | 43.388           | 42.160           | 37.587           |

#### Maglaj (naseljeno mjesto), nacionalni sastav
| Maglaj             |                |                |                |
| godina popisa      | 1991.          | 1981.          | 1971.          |
| Muslimani          | 4292 (53,93 %) | 3422 (49,50 %) | 3421 (57,47 %) |
| Srbi               | 1975 (24,82 %) | 1585 (22,92 %) | 1593 (26,76 %) |
| Hrvati             | 446 (5,60 %)   | 416 (6,01 %)   | 582 (9,77 %)   |
| Jugoslaveni        | 1026 (12,89 %) | 1419 (20,52 %) | 197 (3,30 %)   |
| ostali i nepoznato | 218 (2,73 %)   | 71 (1,02 %)    | 159 (2,67 %)   |
| ukupno             | 7957           | 6913           | 5952           |

## Naseljena mjesta
Po posljednjem službenom popisu stanovništva iz 1991. godine, općina Maglaj imala je 43.388 stanovnika, raspoređenih u 56 naselja:
Adže, Bakotić, Bijela Ploča, Bradići Donji, Bradići Gornji, Brezici, Brezove Dane, Brusnica, Čobe, Čusto Brdo, Domislica, Donja Bočinja, Donja Bukovica, Donja Paklenica, Donji Rakovac, Donji Ulišnjak, Globarica, Gornja Bočinja, Gornja Bukovica, Gornja Paklenica, Gornji Rakovac, Gornji Ulišnjak, Grabovica, Jablanica, Kamenica, Komšići, Kopice, Kosova, Krsno Polje, Liješnica, Lugovi, Ljubatovići, Maglaj, Matina, Misurići, Mladoševica, Moševac, Novi Šeher, Oruče, Osojnica, Ošve, Parnica, Pire, Poljice, Ponijevo, Radojčići, Radunice, Rajnovo Brdo, Ravna, Rječica Donja, Rječica Gornja, Straište, Striježevica, Strupina, Trbuk i Tujnica.
Poslije potpisivanja Daytonskog sporazuma, veći dio općine Maglaj ušao je u sastav Federacije Bosne i Hercegovine. U sastav Republike Srpske ušla su naseljena mjesta: Donja Paklenica, Gornja Paklenica, Osojnica, Rječica Donja, Rječica Gornja, Striježevica i Trbuk, te dijelovi naseljenih mjesta: Brezici, Brusnica, Donji Rakovac i Lugovi. 2001. godine iz sastava općine Maglaj izdvojena su naselja: Adže, Čusto Brdo, Globarica, Grabovica, Komšići, Ljubatovići, Matina, Pire, Ponijevo i Radunice i pripojena općini Žepče.

## Povijest
Grad Maglaj se prvi put izravno spominje 1408. godine, u povelji "Sub castro nostro Maglaj" (Pod našom tvrđavom Maglaj). U pisanim dokumentima spominju se i naselja Liješnica i Novi Šeher. Na tim područjima vršena su djelomična arheološka iskopavanja.
U povijesnom smislu posebno je značajno područje Starog grada gdje je do danas sačuvana Tvrđava, Jusuf-pašina džamija Kuršimlija, Fazli pašina džamija i džamija Sukija. Tu je i Konak koji je renoviran 1999. godine.
Vrijeme Austro-ugarske uprave je odlično opisano u romanu "Zeleno busenje" književnika Edhema ef. Mulabdića.
Prije rata u BiH, Maglaj je bio industrijsko središte, u kojem se nalazi tvornica celuloze i papira "Natron", ali u ratnom razdoblju njeni pogoni su pretrpjeli teška razaranja. "Natron" je poslije rata (2005.) privatiziran i sada nosi naziv "Natron – Hayat" i nositelj je gospodarskog razvoja općine Maglaj.

## Poznate osobe
- Šemsa Suljaković, pjevačica
- Alma Čarđić, pjevačica
- Jozo Džambo, pjesnik, književni kritičar
- Edhem Mulabdić, pisac
- Adi Mulabegović, karikaturist
- Salim-Salko Obralić, akademski slikar, profesor na likovnoj akademiji u Sarajevu

## Spomenici i znamenitosti
- Kuršumlija džamija (izgrađena 1560. godine)
- Crkva sv. Leopolda (prvi put se spominje 1638. godine)
- Maglajska tvrđava

## Šport
U gradu djeluju nogometni, rukometni, odbojkaški, košarkaški i kajakaški klub.
Od 1962. održava se malonogometni zimski turnir Natronovi branioci Maglaja.

## Vanjske poveznice
- maglaj.net - Internet servis općine Maglaj